# Rio Jari (vattendrag i Brasilien, Amazonas, lat -4,74, long -62,15)
Rio Jari är ett vattendrag i Brasilien.   Det ligger i delstaten Amazonas, i den nordvästra delen av landet, 2 000 km nordväst om huvudstaden Brasília. Rio Jari ligger vid sjöarna  Lago do Arumã och Lago da Sucuriju.
I omgivningarna runt Rio Jari växer i huvudsak städsegrön lövskog. Trakten runt Rio Jari är nära nog obefolkad, med mindre än två invånare per kvadratkilometer.